# Вакендорф I
Вакендорф I (нім. Wakendorf I) — громада в Німеччині, розташована в землі Шлезвіг-Гольштейн. Входить до складу району Зегеберг. Складова частина об'єднання громад Трафе-Ланд. Римська цифра I у назві використовується для розрізняння з однойменною громадою того ж району (Вакендорф II), розташованою за 20 км на південний захід.
Площа — 5,34 км2. Населення становить 494 ос. (станом на 31 грудня 2020).